# Carnegie Hall
Carnegie Hall är ett konserthus på Manhattan i New York. Huset är huvudsakligen bekostat av finansmannen Andrew Carnegie (därav namnet). Konserthuset, sammankopplat med skyskrapan Carnegie Hall Tower, är beläget mellan 56th och 57th Street på Seventh Avenue. Den officiella invigningen ägde rum den 5 maj 1891 med Pjotr Tjajkovskij som gästdirigent. Stern Auditorium som är huvudhallen rymmer 2 804 platser i fem våningar och används till allehanda musikframföranden.